# The Amazing
The Amazing es una banda sueca de indie rock.

## Historia

### Debut homónimo (2009-2010)
The Amazing lanzó su debut homónimo el 29 de abril de 2009 en Subliminal Sounds. El disco fue revisado por Dagens Nyheter, junto con otros, incluyendo Sydsvenska, y el periódico sueco matutino Svenska Dagbladet. En relación con el primer disco, el grupo tocó en el programa P3 Pop de radio sueca P3.

### Gentle Stream(2011-presente)
Gentle Stream fue lanzado en 2011. The Amazing hizo una sesión de Daytrotter el 5 de diciembre de 2012. Tocaron «Gone» del álbum en Late Night with David Letterman el 18 de enero de 2013. The Amazing apareció en World Cafe el 6 de febrero de 2013.
Su cuarto álbum, Picture You, fue lanzado el 17 de febrero de 2015. Allmusic señaló que «es la culminación de todo su trabajo, con una combinación de arreglos maravillosamente ricos, interpretación y canto inspirados, y un lote de canciones largas que calientan el corazón y expanden la mente».

## Discografía

### Álbumes
- The Amazing (2009)
- Wait for a Light to Come EP (2010)
- Gentle Stream (2011)
- Picture You (2015)[9]
- Ambulance (2016)[10]
- In Transit (2018)